# Gesico
Gesico (sardinski: Gèsigu) je grad i općina (comune) u pokrajini Južnoj Sardiniji u regiji Sardiniji, Italija. Nalazi se na nadmorskoj visini od 300 metara i ima 846 stanovnika.
 Prostire se na 25,62 km². Gustoća naseljenosti je 33 st/km².
Susjedne općine su: Escolca, Guamaggiore, Guasila, Mandas, Selegas, Suelli i Villanovafranca.